# Andesia lurida
Andesia lurida är en fjärilsart som beskrevs av Köhler 1979. Andesia lurida ingår i släktet Andesia och familjen nattflyn. Inga underarter finns listade i Catalogue of Life.